# NGC 614
NGC 614 = NGC 618 = NGC 627 ist eine linsenförmige Galaxie vom Hubble-Typ S0 im Sternbild Dreieck am Nordsternhimmel. Sie ist schätzungsweise 237 Millionen Lichtjahre von der Milchstraße entfernt und hat einen Durchmesser von etwa 95.000 Lichtjahren. 

Im selben Himmelsareal befinden sich u. a. die Galaxien NGC 608 und IC 1718.
Das Objekt wurde am 13. September 1784 von dem deutsch-britischen Astronomen Wilhelm Herschel entdeckt. Sie wurde von dem britischen Astronomen John Herschel gleich zweimal wiederentdeckt, was zu zusätzlichen Einträgen in den New General Catalogue führte. Am 11. November 1827 als NGC 627 und am 16. November 1827 als NGC 618.